# 22. století př. n. l.

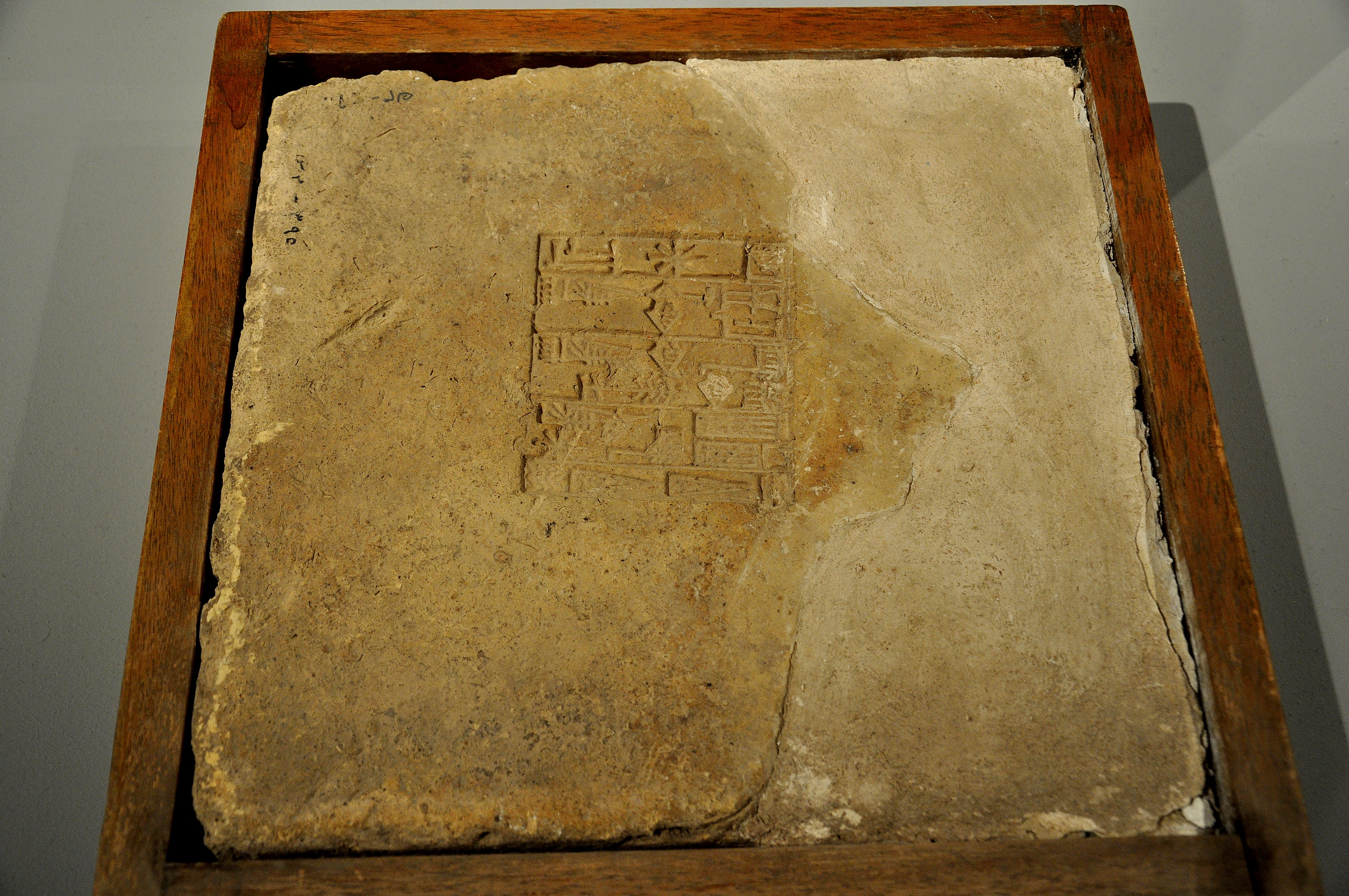
Hliněná cihla se jménem krále Urnammu

## Události
- 2217–2193 př. n. l. – Invaze kočovníků (Gutejci) do Akkadské říše.
- 2200 př. n. l. – V Egyptě skončila šestá dynastie.
- cca 2190 př. n. l. – Konec Staré říše ve Starověkém Egyptě. Začátek Prvního přechodného období. 7.–10. dynastie.
- 2181 př. n. l. – Egypt: Zemřel faraon Neitokret. Konec šesté dynastie, začátek sedmé dynastie. Začal vládnout faraon Necherkara.
- cca 2180 př. n. l. – Akkadská říše padla pod útokem Gutejců, horalského lidu ze severovýchodu.
- 2173 př. n. l. – Egypt: Konec sedmé dynastie, začátek osmé dynastie.
- 2160 př. n. l. – Egypt: Faraon Neferirkare byl svržen. Konec osmé dynastie a nástup vlády deváté dynastie.
- cca 2160 př. n. l. – Začátek Středního Mínojského období na Krétě.
- 2155 př. n. l. – Po smrti egyptského krále Pjopeje II. a dalších dvou bezvýznamných panovníků se Stará říše zhroutila.
- cca 2150–2030 př. n. l. – Byl napsán Epos o Gilgamešovi.
- cca 2150 př. n. l. – Lagaš, jedno z nejstarších měst Sumeru.
- cca 2144 př. n. l. – Začal panovat Gudea, vládce (ensi) města Lagaš.
- 2137 př. n. l. – 22. říjen – zatmění Slunce v Číně
- 2134 př. n. l. – V Egyptě začíná První přechodné období, během kterého se země rozštěpila na dvě říše a početná nezávislá provinční knížectví.
- 2130 př. n. l. – Egypt: Konec deváté dynastie, začátek desáté dynastie. Začaly války desáté dynastie.
- 2124 př. n. l. – Zemřel Gudea, vládce (ensi) města Lagaš.
- cca 2120 př. n. l. – Byla vytesána socha zasvěcená Gudeovi, v Lagaši (nynější Telloh, Irák). Nyní umístěná v Musée du Louvre, Paříž.
- 2116–2110 př. n. l. – Uruk-Gutejské války.
- 2112–2095 př. n. l. – Sumerské tažení proti urskému králi Ur-Nammu.
- 2100 př. n. l. – Začátek dynastie Sia v Číně.